# Clovis Dupont
Clovis Joseph Dupont (Neuve-Maison, 23 febbraio 1830 – Issy-les-Moulineaux, 1908) è stato un operaio e attivista francese.
Fu una personalità della Comune di Parigi.

## Biografia
Durante la guerra franco-prussiana dovette sfollare da Saint-Cloud a Parigi dove si arruolò nella Guardia nazionale e il 10 marzo 1871 fu eletto al Comitato centrale.
Il 26 marzo fu eletto al Consiglio della Comune dal III arrondissement e fece parte della Commissione lavoro e scambio. Il 1º maggio votò per la creazione del Comitato di Salute pubblica. Dopo la Settimana di sangue fu condannato dalla corte marziale di Versailles a 20 anni di lavori forzati da scontare in Nuova Caledonia. Rientrò in Francia dopo l'amnistia del 1880.